# قناة ابن عثيمين
قناة ابن عثيمين الفضائية هي قناة دينية سعودية أنشأت في 1 شوال عام 1428هـ، وهي تُعنى ببث دروس الشيخ محمد بن عثيمين ومحاضراته وخطبه وفتاواه ولقاءاته صوتياً ومرئياً . وقد تم إطلاق البث التجريبي لهذه القناة في أول أيام عيد الفطر عام 1428هـ، كما بدأ البث المرئي مع غرة شهر جمادى الأولى عام 1429هـ عبر القمر الصناعي عرب سات ، ثم انتقل البث عبر القمر الصناعي نايل سات .

## برامج القناة[2]
- الجهاد من صحيح مسلم
- الوصايا من زاد المستقنع
- شرح بلوغ المرام
- مختصر التحرير
- فتاوى نور على الدرب
- عنصر قائمة منقطة

## منهج البث
يبدأ البث اليومي للقناة من الساعة الثامنة صباحاً وحتى الرابعة عصراً ( لمدة ثمان ساعات ) . ثم الإعادة الأولى للبث من الساعة الرابعة عصراً وحتى الثانية عشر ليلاً . ثم الإعادة الثانية من الساعة الثانية عشر وحتى الثامنة صباحاً .